# Dara Petak
Dara Petak o Dara Pethak, también conocida por su nombre formal como Indreswari, fue consorte del rey Kertarajasa Jayawardhana, fundador del imperio Majapahit. Era una princesa malaya del reino Dharmasraya de Sumatra y la única esposa no javanesa de Kertarajasa, y también la madre de Jayanegara, el segundo monarca de Majapahit. La tradición la menciona como una mujer de belleza excepcional.
El nombre Dara Pethak significa en malayo antiguo "paloma blanca", mientras su otro nombre Indreswari en sánscrito significa "la consorte de Indra" y lo adquirió después de su matrimonio con el rey de Majapahit.

## Primeros años
Era hija del rey Srimat Tribhuwanaraja Mauliawarmadewa del reino Dharmasraya de Sumatra, y fue enviada a Java para ser presentada al rey Singhasari. Este reino en Sumatra era vasallo de Singhasari desde 1286. Según el Pararaton, diez días después de la expulsión de las fuerzas mongolas invasoras de Java, la expedición Pamalayu dirigida por Mahisa Anabrang regresó a Java. La expedición había sido enviada por el rey Singhasari Kertanegara en 1275 para conquistar Sumatra. Las tropas javanesas de regreso trajeron dos princesas malayas, Dara Jingga y Dara Petak para ser presentadas a Kertanagara.
Pero como el rey había muerto en un ataque sorpresa, fue su heredero Raden Wijaya quien tomó la mano de Dara Petak en matrimonio, mientras su hermana Dara Jingga era dada en matrimonio a Adwayabrahma (Mahisa Anabrang), el general Singhasari que había dirigido la expedición a Sumatra en 1286.

## Reina  consorte
Dentro del palacio Majapahit, Dara Petak complació ingeniosamente al rey, ganándose su favor y convirtiéndose en la esposa favorita del soberano. Adquirió el título Stri tinuheng pura, el mayor honor para una mujer de palacio. Según el Nagarakretagama, Raden Wijaya ya tenía cuatro esposas, Tribhuwaneswari, Prajnaparamita, Narendra Duhita, y Gayatri Rajapatni; todas ellas princesas Singhasari, hijas de Kertanagara. Según el Pararaton, Dara Petak fue promovida a tan honorable título porque fue la única de sus consortes que dio un heredero varón al rey, el príncipe Jayanegara. Según el Nagarakretagama, el nombre de la madre de Jayanagara era Indreswari, así que probablemente este fue el nuevo nombre oficial de Dara Petak después de su matrimonio con el rey.
En la inscripción Kertarajasa (1305), Jayanegara es mencionado como hijo de Tribhuwaneswari, la reina principal y primera esposa de Raden Wijaya. Para reconciliar estos registros, los historiadores sugieren que Jayanegara era hijo de Indreswari o Dara Petak que más tarde fue adoptado por la reina consorte sin hijos Tribhuwaneswari, para ser promovido como heredero del trono. Jayanegara fue, en efecto, el sucesor de Kertarajasa.